# 沃羅諾韋 (錫涅利尼科沃區)
48°8′47″N 35°15′17″E / 48.14639°N 35.25472°E
沃羅諾韋（烏克蘭語：Воронове），是烏克蘭的村落，位於該國中部第聶伯羅彼得羅夫斯克州，由錫涅利尼科沃區負責管轄，距離奧列克桑德羅皮利2公里，海拔高度65米，人口350。